# Cinque poveri in automobile
Pour plus de détails, voir Fiche technique et Distribution.
Cinque poveri in automobile est un film italien réalisé par Mario Mattoli, sorti en 1952.

## Synopsis
Cinq hommes sans le sous obtiennent une voiture de luxe après avoir joué à la loterie. Se rendant vite compte qu'ils n'ont pas les moyens de l'entretenir, ils conviennent de la conduire chacun un jour pour l'utiliser au maximum.

## Fiche technique
- Titre original : Cinque poveri in automobile
- Réalisation : Mario Mattoli
- Scénario : Mario Amendola, Aldo De Benedetti, Eduardo De Filippo, Titina De Filippo, Aldo Fabrizi, Oreste Maccari, Mario Monicelli, Steno et Cesare Zavattini, d'après une histoire de Cesare Zavattini
- Photographie : Mario Albertelli
- Montage : Giuliana Attenni
- Musique : Francesco Ferrari, Vittorio Mascheroni
- Décors : Alberto Boccianti (it)
- Société de production : Documento Film
- Pays de production :  Italie
- Langue originale : Italien
- Format : Noir et blanc — 35 mm — 1,37:1 — Son : Mono
- Genre : Comédie dramatique
- Durée : 97 minutes
- Dates de sortie :
  - Italie : 15 octobre 1952

## Distribution
- Aldo Fabrizi : Cesare Baroni
- Eduardo De Filippo : Eduardo Moschettone
- Titina De Filippo : Mariù Palombella
- Walter Chiari : Paolo
- Isa Barzizza : Cicci
- Aldo Giuffré : Padella
- Hélène Rémy : Gina
- Laura Carli : la comtesse
- Pietro Carloni : Fabio Mazzetti
- Mario Pisu: le propriétaire de la salle d'exposition
- Bruno Lanzarini: Umberto
- Arnoldo Foà: Alfredo
- Gianni Cavalieri (it) : Gino Pranzi
- Carlo Romano : Rodolfo
- Nando Bruno: Battista
- Luisa Poselli (it) : Antonietta
- Silvana Jachino : la secrétaire de la salle d'exposition
- Raimondo Vianello : le majordome
- Alberto Talegalli : Clemente
- Cesare Bettarini (it) : le médecin
- Belle Tildy: la dame du 39
- Alberto Sorrentino : lme père anxieux
- Gina Mascetti (it) : le barman
- Italia Marchesini (it) :
- Enzo Garinei : le serveur
- Mario Feliciani : le coiffeur
- Luigi Cimara :
- Giulio Calì : le jeune marié
- Mario Castellani: le réalisateur de cinéma
- Alida Cappellini (it) : la petite fille
- Ughetto Bertucci : le préposé au parking